# Hombre de la esquina rosada (película)
Hombre de la esquina rosada es una película argentina estrenada el 26 de junio de 1962 dirigida por René Mugica, cuyos actores principales son Francisco Petrone, Jacinto Herrera, Walter Vidarte y Susana Campos. Se trata de un drama basado en el cuento del mismo nombre de Jorge Luis Borges que el director ubicó en los suburbios de la ciudad de Buenos Aires en el año 1910 y que gira alrededor de los temas del destino, el coraje y la tragedia. Última película en la que actúa Maria Esther Buschiazzo.
El cuento de Borges contiene unas pocas escenas, no ocupa más de seis páginas y transcurre durante unas pocas horas de la noche y en medio de un baile alrededor del año 1900. En cambio en la película se le da como contexto las celebraciones del centenario de la patria en 1910, y es en medio de los festejos populares donde, recién salido de la cárcel por un indulto general, aparece el personaje, encarnado magistralmente por Francisco Petrone, y que no quiere tener problemas con nadie, pero a quien la fatalidad u otro factor misterioso va a ir guiando hasta su destino final, en la culminación de esa noche.

## Reparto
- Francisco Petrone - Francisco Real, "El Corralero"
- Walter Vidarte - El Oriental
- Susana Campos - La Lujanera
- Jacinto Herrera - Rosendo Juárez, "El Pegador"
- Berta Ortegosa - Julia
- Jorge de la Riestra - Eleodoro, "El Turco"
- María Esther Podestá - Casera de la pensión
- María Esther Buschiazzo - Madre de Nicolás Fuentes
- Mario Savino - Cosme
- Juan Carlos Galván - Juan
- Ricardo Argemí - Don Carmelo
- Alberto Barcel - Comisario
- Isidro Fernán Valdez - Tío de Nicolás Fuentes
- Adolfo Linvel - Nicanor
- Tino Pascali - Intendente
- Andrés Rivero - Padre de Nicolás Fuentes
- Claudio Lucero - Agente Medina
- Manuel Rosón - Ramón Santoro
- Susana Brunetti - Mujer en pulpería
- Zulma Grey - Prostituta
- Aída Villadeamigo - Florista
- Mercedes Escribano - Vieja
- Rafael Chumbita
- Délfor Medina - Comisario 2
- Rafael Diserio - Carrero
- Ovidio Fuentes - Puestero
- Héctor Fuentes - Muchacho en pulpería
- Reina del Carmen
- Mariel Comber - Mujer en pulpería

## Sinopsis
Nicolás Fuentes fue encarcelado como consecuencia de la traición de Ramón Santoro, Rosendo Juárez y de su propia mujer, La Lujanera. Antes de morir en prisión le cuenta su historia a otro presidiario llamado Francisco Real, conocido como El Corralero, un guapo de San Telmo. Real sale libre por indulto en ocasión de las fiestas del Centenario y en medio de los festejos mata a un provocador desconocido. Al saber que el muerto era Santoro comprende que sin proponérselo será instrumento de la venganza de Fuentes. Es así que en un baile encuentra a Juárez, que estaba conviviendo con La Lujanera, y lo desafía en nombre de Nicolás Fuentes pero el otro, que no teme a Real pero sí al muerto, se rehúye y queda humillado. El Corralero será muerto entonces por El Oriental, quien codicia a La Lujanera.

## Crítica
Al examinar esta película ha dicho el crítico Fernando Peña: 

"Hay puro cine en cada uno de los 68 minutos de esta película. Inmediatamente después de los títulos Mujica vincula visualmente a Francisco Real con Rosendo Juárez, a través de un caballo negro que se desboca y que luego resultará ser una figura para designar a la muerte. Un ciego, amigo de Nicolás Fuentes, tropieza con Francisco Real pero, aunque no cambian palabra, es obvio que en el guapo presiente al muerto y esa premonición no es gratuita porque Real está a punto de vengar a Fuentes por primera vez. Los diálogos son mínimos y rigurosamente informativos: cuando La Lujanera le dice a Rosendo "Vos sabés que a mi me gustan los hombres hechos", está trazando su recorrido previo, del prostíbulo a Fuentes y a Rosendo, pero también su itinerario posterior, de Rosendo al Oriental pasando por El Corralero. Cuando lo mata, el Oriental se justifica como personaje y adquiere una nueva función narrativa porque marca el final del protagonista pero también su comienzo, ya que esta primera muerte y la posesión de La Lujanera no hacen otra cosa que inaugurar su propia vida de guapo.".

En la entrevista que le realizara Radio Nacional de España, Borges contaba lo siguiente: 

"De todas las adaptaciones cinematográficas de mi obra, sólo hubo una buena: el mal cuento Hombre de la esquina rosada inspiró un excelente film con el mismo título, dirigido por René Mugica. Era éste un film admirable, muy superior al relato endeble en el cual se inspiró. Lo demás que se ha hecho prefiero callarlo. (...) Luego hubo una película titulada Los otros (Les autres (1974), de Hugo Santiago). Eso se hizo en francés. No recuerdo el nombre del director. Se estrenó en París, donde fracasó. Yo no la vi nunca. También hicieron otras películas de las cuales no quiero acordarme. (...) Aunque participé en alguno de los guiones, luego todo aquel trabajo fue transformado de tal manera –quizá mejorado– que yo no lo reconocí al ver el producto final. Por ejemplo, en uno de aquellos films habían invertido el orden cronológico del relato: empezaban por el medio, luego iban al final, y para terminar, volvían al principio. Todo eso sin que yo tuviera nada que ver. Por eso siempre les digo a los cineastas que hagan lo que quieran con mis argumentos. Yo prefiero que no pongan mi nombre para no hacerme responsable de nada. Aun así, ellos insisten en poner mi nombre y luego yo resulto responsable de la ofensa".

La crónica del diario La Nación señalaba que: 

"Los adaptadores han realizado una labor muy acertada. Han inventado en torno a los personajes borgeanos una anécdota obsesiva y misteriosa … La realización de René Mugica tiene hallazgos notables … y sorprende la notable precisión de los cortes así como la calidad de muchas tomas …Francisco Petrone transmite con exactitud la estampa y el ímpetu del personaje central."

## Premios
- Premio al mejor actor (Francisco Petrone) en el I Concurso de Cine de Habla Castellana, paralelo a la reseña mundial de festivales cinematográficos de Acapulco (1962).
- Premio Perla del Cantábrico a la mejor actriz de habla hispana (Susana Campos) en el Festival Internacional de Cine de San Sebastián (1962).
- Premio a la mejor película del Instituto Nacional de Cinematografía (1961).